# Бьюкенен, Тейджон
Те́йджон Тре́вор Бьюке́нен (англ. Tajon Trevor Buchanan; 8 февраля 1999, Брамптон, Онтарио, Канада) — канадский футболист, правый вингер клуба «Интернационале» и сборной Канады. Выступает на правах аренды за клуб «Вильярреал».

## Карьера

### Молодёжная карьера
Бьюкенен занимался футболом в командах «Миссиссога Фэлконс» и «Реал Колорадо».
В 2017—2018 годах Бьюкенен обучался в Сиракьюсском университете по специальности «Физическая культура» и играл за университетскую футбольную команду «Сиракьюс Ориндж» в Национальной ассоциации студенческого спорта.
В 2018 году также выступал в Лиге 1 Онтарио за клуб «Сигма».

### Клубная карьера
Оставив университет после второго года обучения, 4 января 2019 года Бьюкенен подписал контракт с MLS по программе Generation adidas.
11 января 2019 года на Супердрафте MLS Бьюкенен был выбран в первом раунде под общим девятым номером клубом «Нью-Инглэнд Революшн». Его профессиональный дебют состоялся 9 марта 2019 года в матче против «Коламбус Крю», в котором он вышел на замену на 81-й минуте вместо Скотта Колдуэлла. 12 сентября 2020 года в матче против «Филадельфия Юнион» забил свой первый гол в профессиональной карьере. Был отобран для участия в Матче всех звёзд MLS 2021. По итогам сезона 2021, в котором набрал 13 баллов по системе «гол+пас» и помог «Нью-Инглэнду» впервые завоевать Supporters’ Shield, был включён в символическую сборную MLS.
24 августа 2021 года было объявлено о переходе Бьюкенена в клуб чемпионата Бельгии «Брюгге» после окончания сезона в MLS. Игрок подписал с бельгийским клубом контракт на 3,5 сезона. По сведениям прессы сумма трансфера составила $7 млн. За «Брюгге» он дебютировал 15 января 2022 года в матче против «Сент-Трюйдена».
1 февраля 2025 года Бьюкенен перешёл в испанский «Вильярреал» на правах аренды с опцией выкупа.

### Международная карьера
26 февраля 2020 года Бьюкенен был включён в предварительную заявку сборной Канады до 23 лет на Мужской олимпийский квалификационный турнир КОНКАКАФ.
По итогам 2020 года Бьюкенен был признан лучшим игроком молодёжных сборных Канады.
23 декабря 2020 года Бьюкенен был впервые вызван в сборную Канады, в тренировочный лагерь в январе 2021 года.
10 марта 2021 года был включён в состав сборной Канады до 23 лет на, перенесённый из-за пандемии COVID-19, Мужской олимпийский квалификационный турнир КОНКАКАФ. 19 марта в матче стартового тура группового этапа турнира против сборной Сальвадора до 23 лет оформил дубль.
За сборную Канады дебютировал 5 июня 2021 года в матче первого раунда квалификации чемпионата мира 2022 против сборной Арубы.
Был включён в состав сборной на Золотой кубок КОНКАКАФ 2021. 29 июля в полуфинале турнира против сборной Мексики забил свой первый гол за сборную Канады. По итогам турнира был назван лучшим молодым игроком и был включён в символическую сборную.

## Достижения
Командные
 «Нью-Инглэнд Революшн»
- Победитель регулярного чемпионата MLS: 2021

Индивидуальные
- Член символической сборной Золотого кубка КОНКАКАФ: 2021
- Лучший молодой игрок Золотого кубка КОНКАКАФ: 2021
- Член символической сборной MLS: 2021
- Участник Матча всех звёзд MLS: 2021

## Статистика

### Клубная статистика
| Выступление          | Выступление      | Выступление      | Лига | Лига | Кубок | Кубок | Континент | Континент | Прочие | Прочие | Итого | Итого |
| Клуб                 | Лига             | Сезон            | Игры | Голы | Игры  | Голы  | Игры      | Голы      | Игры   | Голы   | Игры  | Голы  |
| -------------------- | ---------------- | ---------------- | ---- | ---- | ----- | ----- | --------- | --------- | ------ | ------ | ----- | ----- |
| Нью-Инглэнд Революшн | MLS              | 2019             | 10   | 0    | 1     | 0     | —         | —         | 0      | 0      | 11    | 0     |
| Нью-Инглэнд Революшн | MLS              | 2020             | 23   | 2    | —     | —     | —         | —         | 5      | 1      | 28    | 3     |
| Нью-Инглэнд Революшн | MLS              | 2021             | 27   | 8    | —     | —     | —         | —         | 1      | 1      | 28    | 9     |
| Нью-Инглэнд Революшн | Итого            | Итого            | 60   | 10   | 1     | 0     | —         | —         | 6      | 2      | 67    | 12    |
| Брюгге               | Жюпилер-про-лига | 2021/22          | 9    | 0    | 1     | 0     | —         | —         | —      | —      | 10    | 0     |
| Брюгге               | Итого            | Итого            | 9    | 0    | 1     | 0     | —         | —         | —      | —      | 10    | 0     |
| Всего за карьеру     | Всего за карьеру | Всего за карьеру | 69   | 10   | 2     | 0     | —         | —         | 6      | 2      | 77    | 12    |

1. ↑  В графу «Прочие» входят игры и голы в плей-офф Кубка MLS и плей-офф Турнира MLS is Back.

### Статистика в сборной
| Команда | Год   | Игры | Голы | Ассисты |
| ------- | ----- | ---- | ---- | ------- |
| Канада  |       |      |      |         |
| 2021    | 16    | 3    | 4    |         |
| 2022    | 13    | 1    | 3    |         |
| Всего   | Всего | 29   | 4    | 7       |